# Strîhanți, Tîsmenîțea
Strîhanți (în ucraineană Стриганці) este o comună în raionul Tîsmenîțea, regiunea Ivano-Frankivsk, Ucraina, formată numai din satul de reședință.

## Demografie
Componența lingvistică a comunei Strîhanți
     Ucraineană (99,9%)
     Alte limbi (0,1%)
Conform recensământului din 2001, majoritatea populației comunei Strîhanți era vorbitoare de ucraineană (99,9%), existând în minoritate și vorbitori de alte limbi.